# (31338) Lipperhey
(31338) Lipperhey ist ein Asteroid des äußeren Hauptgürtels, der am 25. April 1998 vom belgischen Astronomen Eric Walter Elst am La-Silla-Observatorium (IAU-Code 809) der Europäischen Südsternwarte (ESO) in Chile entdeckt wurde.
Der Asteroid wurde nach dem deutsch-niederländischen Brillenmacher und Erfinder Hans Lipperhey (1570–1619) benannt, der 1608 das holländische Fernrohr entwickelte.